# Crow Indian Lake
Crow Indian Lake är en sjö i Kanada.   Den ligger i provinsen Alberta, i den södra delen av landet, 2 700 km väster om huvudstaden Ottawa. Crow Indian Lake ligger 877 meter över havet. Arean är 8,1 kvadratkilometer. Den sträcker sig 3,9 kilometer i nord-sydlig riktning, och 16,0 kilometer i öst-västlig riktning.
Trakten runt Crow Indian Lake består i huvudsak av gräsmarker. Trakten runt Crow Indian Lake är nära nog obefolkad, med mindre än två invånare per kvadratkilometer.